# Tauhara (Nouvelle-Zélande)

Tauhara est une banlieue et une zone géothermale du secteur de la ville de Taupo dans la région de Waikato située dans l'Île du Nord de la Nouvelle-Zélande.

## Situation
Les caractéristiques de la zone géographique est du mont Tauhara (en), qui est significativement et culturellement lié au hapū local. C’est une propriété privée mais elle a un chemin de randonnée publique qui permet l'accès à la zone d’observation nommée conquérant qui offre une vue panoramique au-dessus du lac Taupo. Il fut fermé, puis plus tard, rouvert quand le vandalisme s'arrêta
En décembre 2018, le conseil du district de Taupo (en) réduisit la limite de vitesse sur la route principale de ‘Tauhara Road’ de 70 km/h à 50 km/h pour protéger la sécurité de la population croissante du secteur urbain.

## Éducation
- ‘Tauhara School’ est une école publique mixte primaire allant de l’année 1 à 6[5],[6] avec un effectif de 222 élèves[7],

- ‘Tauhara College’ est une école d’État mixte secondaire [8],[9] avec un effectif de 659 élèves[10],

- ‘Lake Taupo Christian School’ est une école chrétienne allant de l’année 1 à 13, intégrée au public [11] avec un effectif de 97 élèves[12].